# 何寧 (體操運動員)
何寧（1990年6月7日—），祖籍浙江临海，生於浙江宁波，中國女子竞技体操運動員。她是2006年中國體操女團首次奪冠成員之一，2008北京奧運中國體操女團的替補選手。

## 主要成績
- 2006年 2006年多哈亞運會女团冠军，個人全能金牌，高低槓銀牌。
- 2006年 世界體操錦標賽團體金牌。
- 2007年 世界體操錦標賽團體銀牌。
- 2008年 體操世界盃高低槓德國斯圖加特站冠軍。
- 2008年 瑞士盃體操賽冠軍（與呂博合作）。
- 2009年 特雷维索杯体操邀请赛女子個人全能銀牌。
- 2009年 全國體操錦標賽暨全運會預賽女子個人全能金牌。